# Alicia Ramos
Alicia Ramos Triano, conocida como Alicia Ramos (Güímar, 13 de septiembre de 1969), es una cantautora, articulista y escritora LGBT española.

## Trayectoria
Nació en el tinerfeño municipio de Güímar, en las islas Canarias. Académicamente, es licenciada en Geografía e Historia, pero la música le interesó desde bien pequeña. A los nueve años empezó a tocar folclore canario y posteriormente se formó en piano en el Conservatorio.
Realizó sus primeras composiciones con quince o diez y seis años. Declara haber ido forjando su gusto musical escuchando Deep Purple, los grupos de Ritchie Blackmore, Lucinda Williams, Shooter Jennings, Sheryl Crow o John Mayer en su última etapa, pero también otras voces como la de John Denver, Silvio Rodríguez, las figuras de la Novísima Trova Cubana Frank Delgado y Carlos Varela o cantantes como Fito Páez y Andrés Calamaro. Su música es una mezcla de estilos donde predomina el country rock, con letras siempre reivindicativas y buenas dosis de humor. Editó sus primeros discos en esa década, moviéndose en los circuitos de la canción de autor en Canarias, logrando que algunos de sus temas como Canción de cuna, un repaso por la historia de la Transición en Canarias, fueran conocidos en dichos ambientes. 
En el año 2000, dejó las islas y se instaló en Madrid. En aquella época compaginaba sus actuaciones musicales con trabajos como camarera, teleoperadora o dependienta. La falta de trabajo y cambios en su vida le permitieron dedicar todo su tiempo a la música y aceptar todos los conciertos y colaboraciones que le proponían.
A raíz de participar en un micro abierto cuya propuesta era realizar una canción sobre un tema de actualidad cada semana, compuso dos de sus canciones más conocidas, Mi amante Urdangarín y Muérete tú, dedicada a Christine Lagarde, directora del Fondo Monetario Internacional, después de que pidiera en 2012 una bajada de pensiones por “el riesgo de que la gente viva más de lo esperado”.
En 2014, su tema Y las flores fue la banda sonora del documental dirigido por Fernando Olmeda El viaje de Carla sobre la vida de la política y activista por los derechos LGBT Carla Antonelli, paisana de Ramos. En agosto de 2015, publicó su primer disco Ganas de quemar cosas con las diez canciones que, según ella misma, nunca le han fallado. Pudo hacerlo porque el técnico de sonido de una sala en la que había actuado le ofreció grabarlo en sus ratos libres sin cobrarle. En septiembre de 2018, salió Lumpenprekariät, su segundo disco cuyo título hace referencia al término marxista “lumpenproletariado”.
Con su banda Brútiful (Rodo Vior al bajo, Daniel Hare a la guitarra y Julián Blanco a la batería) o en solitario actúa en escenarios de bares, teatros, festivales, centros sociales autogestionados, centros culturales o en la calle. Sobre el escenario, a veces aparece Alicia Bouquet, su alter ego que canta en inglés canciones de amor y desamor.
Forma parte del colectivo Arte Muhé, proyecto artístico multidisciplinar cuyo objetivo es visibilizar a mujeres artistas.
Aunque ha declarado que la música es su vida, Ramos también es autora de una novela titulada El último vándalo (que yo sepa) y escribe frecuentemente para medios de comunicación como Píkara Magazine, Diario Público, ElDiario.es o El Salto. En marzo de 2020 se hizo cargo de una columna en CTXT que se llama igual que su primer disco Ganas de quemar cosas.
Ella nunca se ha definido como activista pero lo cierto es que ha colaborado durante cuatro años con la asociación de familias de menores trans Chrysallis y ha formado parte del elenco del cortometraje Transparente, producido por la asociación. Forma parte del colectivo Sororidades con el que realiza acciones poéticas y musicales. Y se la puede ver actuando en favor de innumerables causas.

## Reconocimientos

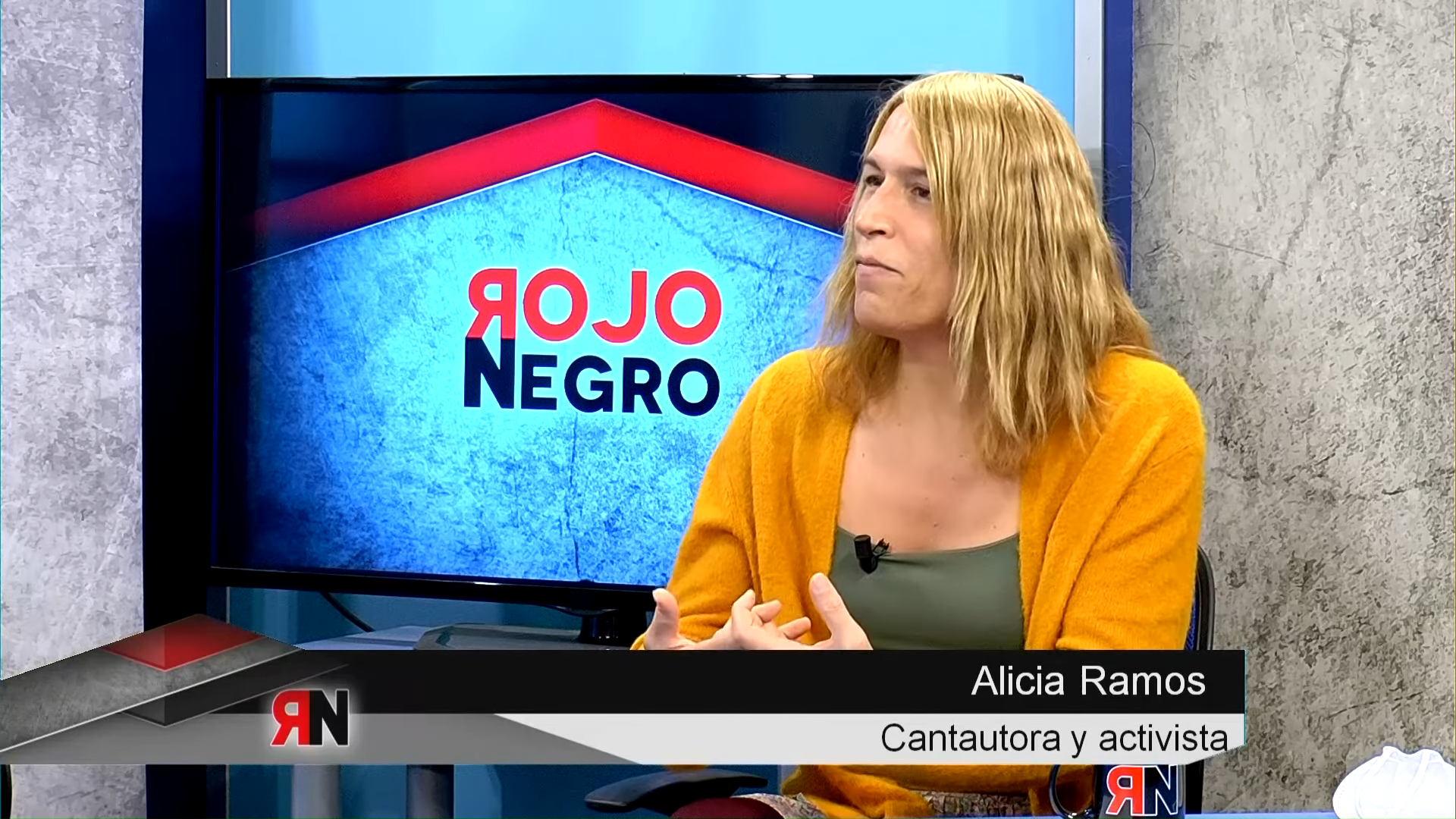
Alicia Ramos, durante una entrevista

Ha recibido premios de entidades que luchan por los derechos de las personas LGBT:
- En 2016, fue galardonada por ser visible en su carrera artística en la V edición de los Premios por la igualdad Adriano Antinoo, que otorgan la asociación del mismo nombre en colaboración con la Fundación Cajasol para reconocer la trayectoria de personas y entidades en su lucha por la igualdad de las personas homosexuales, bisexuales, transexuales e intergénero.[20]

- En 2018, la Federación Estatal de Lesbianas, Gais, Trans y Bisexuales (FELGTB) otorgó a Ramos una de sus plumas en la XII edición de los premios anuales Plumas y Látigos por su visibilidad y por mostrar a través de su música otra forma de ser activista, transmitiendo un mensaje crítico hacia el patriarcado y el cisexismo.[21]

- En 2019, el colectivo COGAM le entregó la Bandera a la Militancia por su aportación al activismo LGTBI.[22]

### Premios literarios
- En 2019, su novela El último vándalo (que yo sepa) obtuvo el premio Benito Pérez Armas en su 35º edición. Este premio es el galardón literario más longevo de Canarias y es convocado anualmente por Caja Canarias.[23]